# قهة
قهة هي قرية في مقاطعة دهقان، إيران. عدد سكان هذه القرية هو 1,011 في سنة 2006.